# Luzancy
Luzancy est une commune française située dans le département de Seine-et-Marne en région Île-de-France.

## Géographie

### Localisation
Le village est situé à 7 km à l'est de La Ferté-sous-Jouarre dans une boucle de la Marne (rive gauche) face à Méry-sur-Marne sur l'autre rive.
Luzancy se trouve aux confins de l'Île-de-France et aux portes de la Route du Champagne. Il fait partie de l'aire d'attraction de Paris, de l'Unité urbaine de Saâcy-sur-Marne, de la zone d'emploi de Meaux et du bassin de vie de La Ferté-sous-Jouarre.

### Communes limitrophes
Les communes limitrophes sont  Chamigny, Méry-sur-Marne, Reuil-en-Brie, Sainte-Aulde et Saâcy-sur-Marne.
|               | Sainte-Aulde |                 |
| Chamigny      | Luzancy      | Méry-sur-Marne  |
| Reuil-en-Brie |              | Saâcy-sur-Marne |

### Géologie et relief
La superficie de la commune est de 6,58 km2 ; son altitude varie de 52  à   167 mètres.
Des coteaux boisés dominent la vallée de la Marne.

### Hydrographie

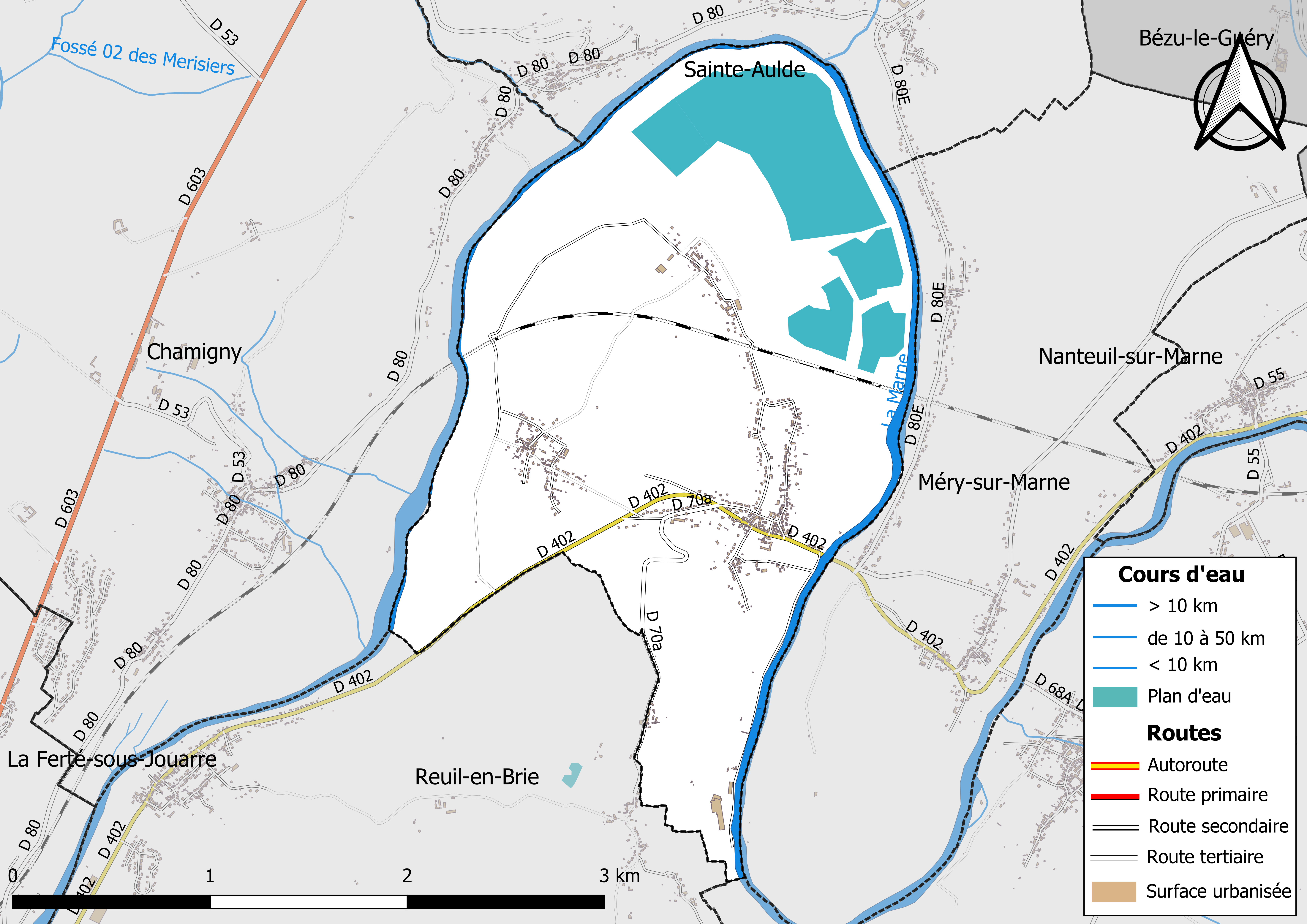
Carte hydrographique de la commune.

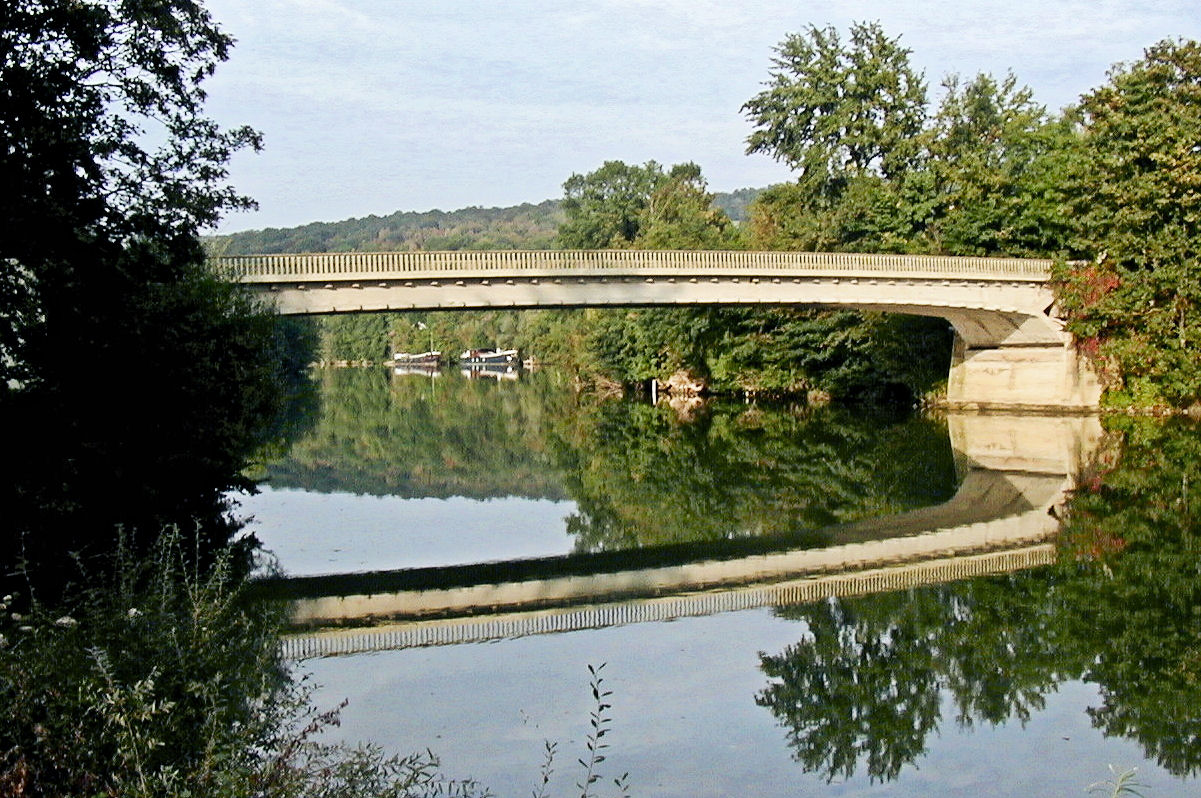
Le Pont de Buzancy sur la Marne.

Le système hydrographique de la commune se compose de deux cours d'eau référencés :
- la rivière la Marne, longue de 514,26 km[3], principal affluent de la Seine ;
- le ru de Montreuil-aux-Lions ou ru des Bouillons, 8,15 km[4], affluent de la Marne.

La commune est aussi baignée de quelques plans d’eau issus de l’exploitation des gravières.
La longueur linéaire globale des cours d'eau sur la commune est de 3,53 km.

### Climat
Pour des articles plus généraux, voir Climat de l'Île-de-France et Climat de Seine-et-Marne.
En 2010, le climat de la commune est de type climat océanique dégradé des plaines du Centre et du Nord, selon une étude du CNRS s'appuyant sur une série de données couvrant la période 1971-2000. En 2020, Météo-France publie une typologie des climats de la France métropolitaine dans laquelle la commune est exposée à un climat océanique altéré et est dans la région climatique Nord-est du bassin Parisien, caractérisée par un ensoleillement médiocre, une pluviométrie moyenne régulièrement répartie au cours de l’année et un hiver froid (3 °C).
Pour la période 1971-2000, la température annuelle moyenne est de 10,7 °C, avec une amplitude thermique annuelle de 14,2 °C. Le cumul annuel moyen de précipitations est de 726 mm, avec 11,7 jours de précipitations en janvier et 8 jours en juillet. Pour la période 1991-2020, la température moyenne annuelle observée sur la station météorologique la plus proche, située sur la commune de Saint-Cyr-sur-Morin à 7 km à vol d'oiseau, est de 11,2 °C et le cumul annuel moyen de précipitations est de 814,8 mm,. Pour l'avenir, les paramètres climatiques de la commune estimés pour 2050 selon différents scénarios d'émission de gaz à effet de serre sont consultables sur un site dédié publié par Météo-France en novembre 2022.

### Milieux naturels et biodiversité

#### Réseau Natura 2000

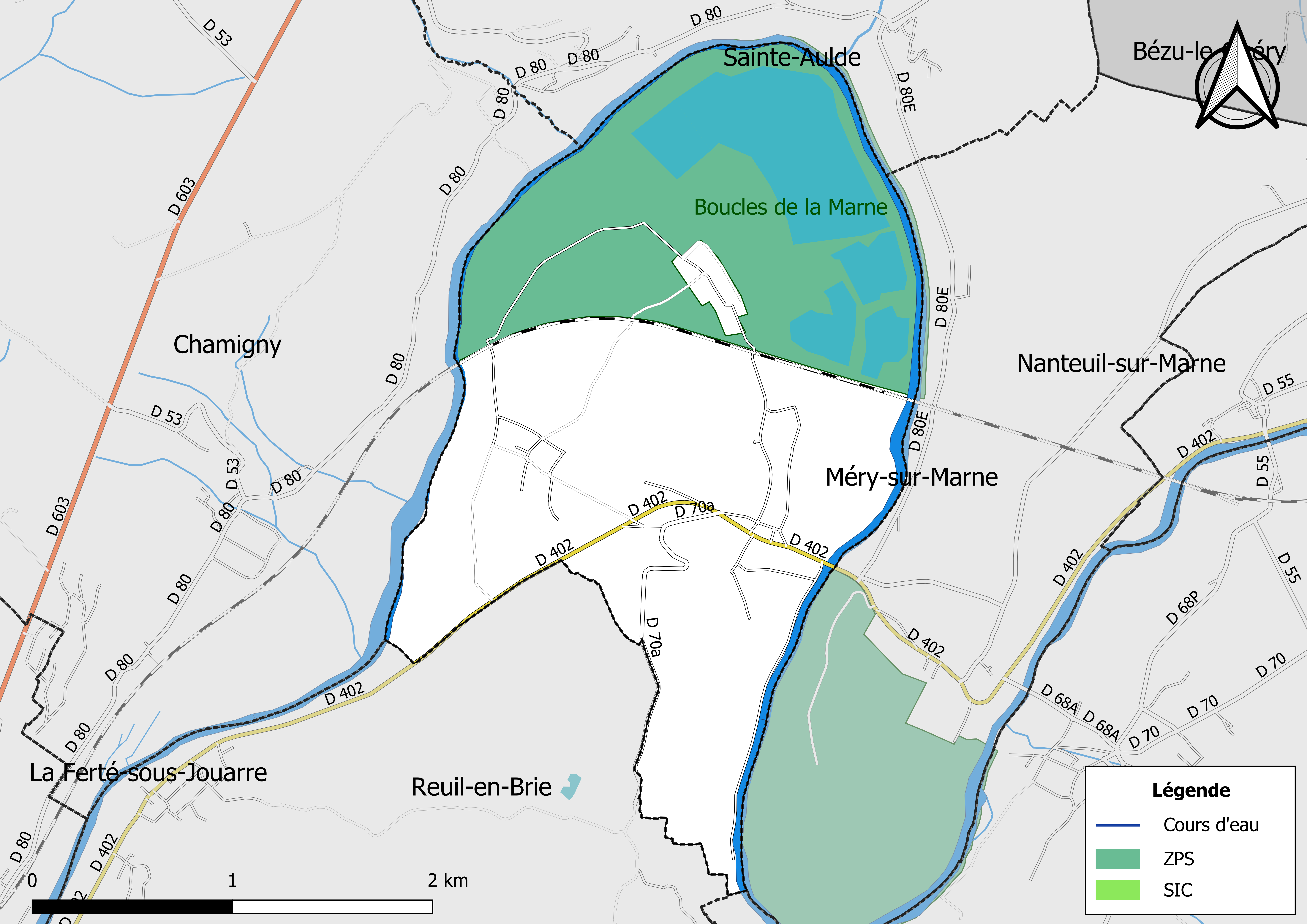
Sites Natura 2000 sur le territoire communal.

Le réseau Natura 2000 est un réseau écologique européen de sites naturels d’intérêt écologique élaboré à partir des Directives « Habitats » et « Oiseaux ». Ce réseau est constitué de Zones spéciales de conservation (ZSC) et de Zones de protection spéciale (ZPS). Dans les zones de ce réseau, les États Membres s'engagent à maintenir dans un état de conservation favorable les types d'habitats et d'espèces concernés, par le biais de mesures réglementaires, administratives ou contractuelles.
Un site Natura 2000 a été défini sur la commune au titre de la « directive Oiseaux », :
- les « Boucles de la Marne », d'une superficie de 2 641 ha, un lieu refuge pour une population d’Œdicnèmes criards d’importance régionale qui subsiste malgré la détérioration des milieux[15],[16].

#### Zones naturelles d'intérêt écologique, faunistique et floristique

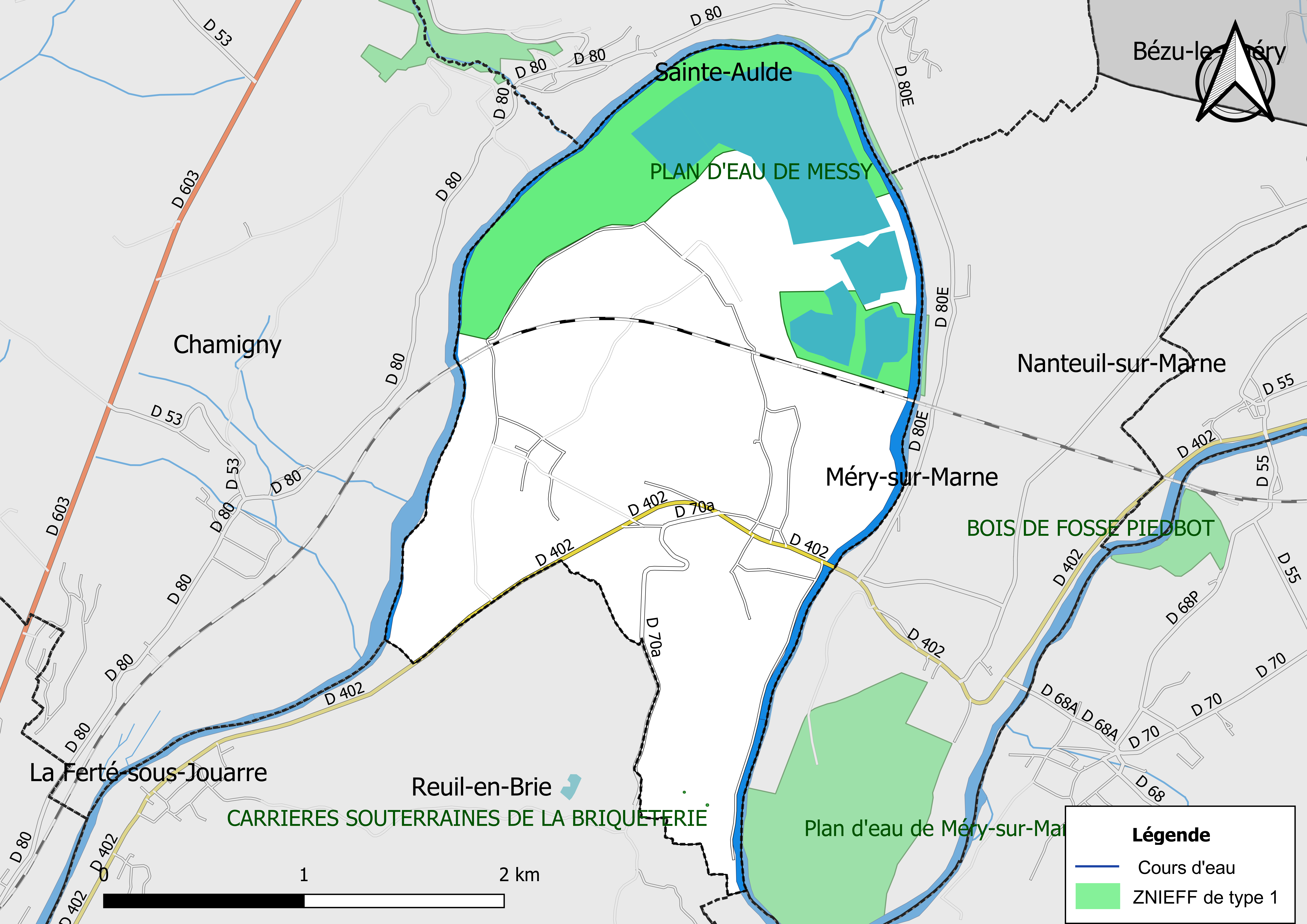
Carte des ZNIEFF de type 1 localisées sur la commune.

L’inventaire des zones naturelles d'intérêt écologique, faunistique et floristique (ZNIEFF) a pour objectif de réaliser une couverture des zones les plus intéressantes sur le plan écologique, essentiellement dans la perspective d’améliorer la connaissance du patrimoine naturel national et de fournir aux différents décideurs un outil d’aide à la prise en compte de l’environnement dans l’aménagement du territoire.
Le territoire communal de Luzancy comprend deux ZNIEFF de type 1,,, les « Carrières souterraines de la Briqueterie » (0,02 ha) et le « plan d'eau de Messy » (159,9 ha).

## Urbanisme

### Typologie
Au 1er janvier 2024, Luzancy est catégorisée bourg rural, selon la nouvelle grille communale de densité à sept niveaux définie par l'Insee en 2022.
Elle appartient à l'unité urbaine de Saâcy-sur-Marne, une agglomération intra-départementale regroupant cinq communes, dont elle est ville-centre,,. Par ailleurs la commune fait partie de l'aire d'attraction de Paris, dont elle est une commune de la couronne,. Cette aire regroupe 1 929 communes,.

### Lieux-dits et écarts
La commune compte 109 lieux-dits administratifs répertoriés consultables ici (source : le fichier Fantoir) dont Messy, Courtaron, Vauharlin.

### Occupation des sols

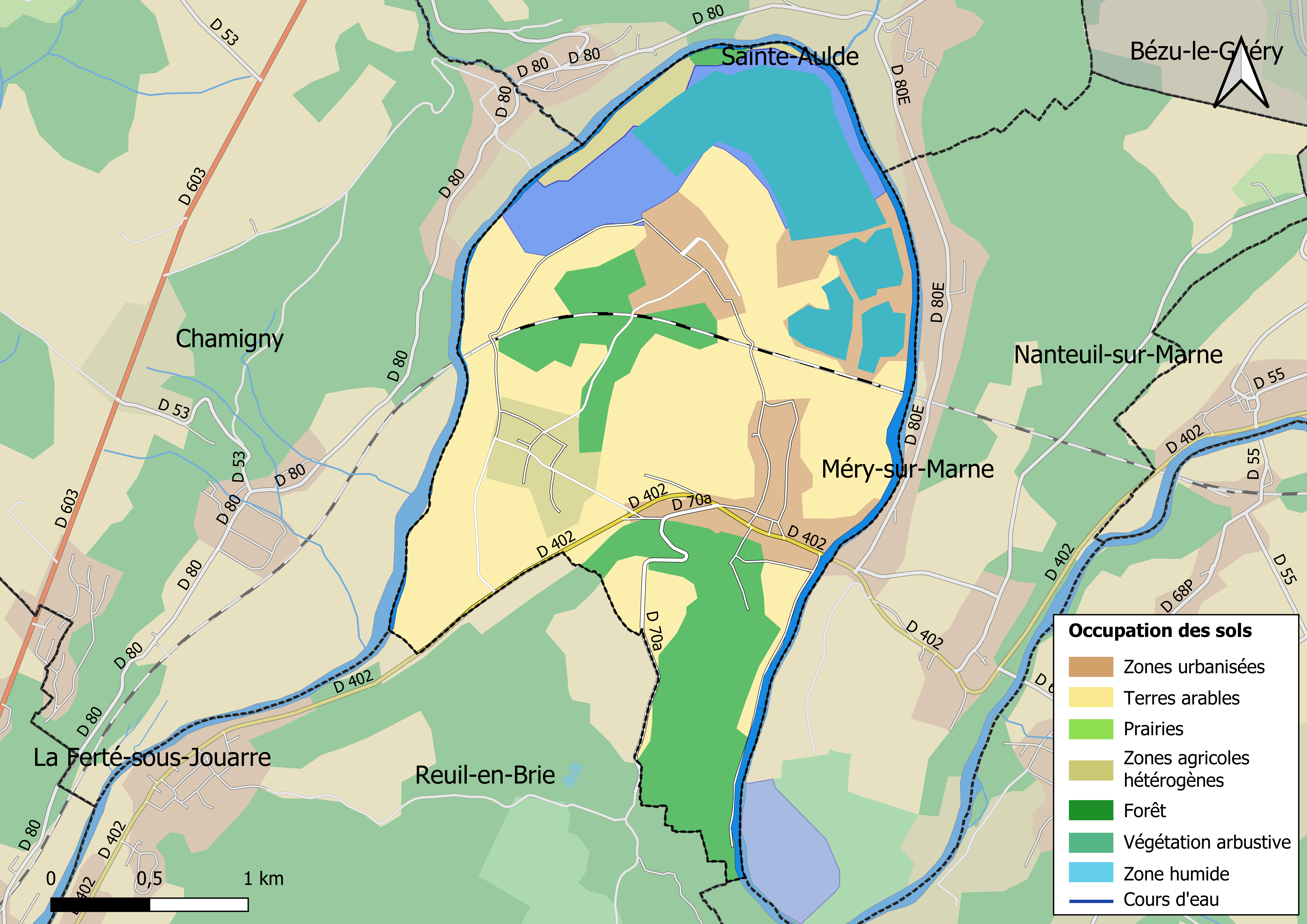
Carte des infrastructures et de l'occupation des sols de la commune en 2018 (CLC).

En 2018, le territoire de la commune se répartit en 42,7 % de terres arables, 19,2 % de forêts, 14,5 % d’eaux continentales, 9,8 % de zones urbanisées, 7,4 % de mines, décharges et chantiers et 6,5 % de zones agricoles hétérogènes,,.

### Habitat et logement
En 2021, le nombre total de logements dans la commune était de 498, alors qu'il était de 480 en 2016 et de 446 en 2011.
Parmi ces logements, 88,1 % étaient des résidences principales, 2,7 % des résidences secondaires et 9,1 % des logements vacants. Ces logements étaient pour 86,2 % d'entre eux des maisons individuelles et pour 13,8 % des appartements.
Le tableau ci-dessous présente la typologie des logements à Luzancy en 2021 en comparaison avec celle de Seine-et-Marne et de la France entière. Une caractéristique marquante du parc de logements est ainsi la faible proportion des résidences secondaires et logements occasionnels (2,7 %) par rapport au département (3,1 %) et à la France entière (9,7 %).
| Typologie                                               | Luzancy | Seine-et-Marne | France entière |
| ------------------------------------------------------- | ------- | -------------- | -------------- |
| Résidences principales (en %)                           | 88,1    | 90,2           | 82,2           |
| Résidences secondaires et logements occasionnels (en %) | 2,7     | 3,1            | 9,7            |
| Logements vacants (en %)                                | 9,1     | 6,7            | 8,1            |

### Voies de communication et transports
Passage du Sentier de grande randonnée GR 11A.
La commune est desservie par les lignes 31 et 32 du réseau de bus Brie et 2 Morin.
La commune est traversée par la ligne de Paris-Est à Strasbourg-Ville. La station de chemin de fer la plus proche est la Gare de Nanteuil - Saâcy, mais celle de La Ferté-sous-Jouarre est mieux desservie, avec des trains trains de la ligne P du Transilien du réseau Transilien Paris-Est parcourant la branche de Château-Thierry à raison d'un train toutes les demi-heures aux heures de pointe et d'un train par heure aux heures creuses, ainsi que par les trains du réseau TER Grand Est, à raison de trois trains par jour (2 direction Paris-Est et un direction province) du lundi au vendredi.

### Risques naturels et technologiques
La commune est classée en zone de sismicité 1, correspondant à une sismicité très faible. L'altitude varie de 52 mètres à 167 mètres pour le point le plus haut, le centre du bourg se situant à environ 65 mètres d'altitude (mairie).

## Toponymie
Le nom de la localité est mentionné sous les formes Lusenciacum en 1184 ; Luissensi au XIIIe siècle ; Lusency en 1325.

## Histoire
Durant les deux derniers siècles, le village de Luzancy a été au cœur des grands épisodes historiques de la France, tout en accueillant de remarquables personnalités du monde artistique.

### Moyen Âge
Les vicissitudes de la guerre d'abord : dès le IXe siècle, Luzancy, située au bord de la Marne, a vu passer les Normands qui remontaient jusqu'à Paris, détruisant et rançonnant tout sur leur passage.

### Révolution française et Empire
Mais c'est surtout l'époque moderne qui plaça Luzancy au centre des grands événements géopolitiques :
En février 1814, les troupes russes de la coalition des Alliés occupèrent le village. Le général Fabian Gottlieb von Osten-Sacken, qui prit ses quartiers au château, imposa à la commune ses exigences. Il en fut chassé peu après par l'armée impériale.

### Époque contemporaine
En septembre 1870, 3 000 fantassins prussiens cantonnèrent à Luzancy ; le lendemain, ils furent remplacés par 200 artilleurs et 400 chevaux tandis que l'ambulance de Hambourg s'installait au château. Suivront l'artillerie wurtembourgeoise, en cantonnement, 1 000 hommes du 38e régiment d'infanterie prussienne et un immense troupeau de bœufs qui servira à nourrir l'armée assiégeant la capitale. Luzancy dut nourrir toutes ces troupes et la liste des réquisitions, s'ajoutant aux pillages, pesa lourd sur les charges de la commune. Dans le sens contraire, ce sont des convois de malades et de blessés, mais aussi de prisonniers français. Luzancy fut englobé dans un immense camp où séjournèrent des milliers de soldats Prussiens, Bavarois, Badois, Saxons et Wurtembergeois. La population fut réduite en esclavage, souffrant de la disette et se paupérisant par l'obligation de verser de lourdes contributions de guerre, sans parler du tribut humain : les vies offertes à la Nation par les conscrits du village. Napoléon III avait déclaré, peu après son coup d'État (le référendum de 1852) que "L'Empire c'est la Paix" : il avait été plébiscité par près de 8 millions de suffrages, contre 250 000 - preuve que la minorité avait eu raison.
Dans la nuit du 3 au 4 septembre 1914, les troupes allemandes franchirent la Marne et occupèrent le village. La veille, la population avait été évacuée vers l'ouest (Orléans). Dix jours plus tard, à la suite des victoires des troupes alliées, les Allemands se retirèrent, rapidement remplacés par les soldats anglais qui y organisèrent des postes de sentinelle. Durant la guerre, le village eut à loger divers détachements d'infanterie, de cavalerie, d'artillerie et de troupes coloniales qui séjournèrent plus ou moins longtemps. C'est également au cours de cette période que l'hôpital militaire fut installé au château. Celui-ci fut évacué en mai 1918 au moment de la rupture du front du Chemin des Dames et de l'avance allemande qui s'ensuivit. Le front se rapprochait dangereusement et les lignes ennemies n'étaient plus qu'à une vingtaine de kilomètres de Luzancy. Le village vit passer les troupes françaises en déroute et à nouveau, femmes, enfants et personnes âgées furent déplacés, vers Doue cette fois. Le soir même, un bataillon du 149e RI, une compagnie de chasseurs à pied, un escadron du train et une compagnie du 6e génie, soit environ 1 500 hommes, occupaient le village quasiment vidé de ses habitants. La contre-offensive du 18 juin verra le front s'éloigner peu à peu. Cette fois, ce sont les soldats américains qui s'installèrent à Luzancy. Une ambulance américaine fut postée au château : elle avait pour mission de soigner les gazés qui affluaient par centaines. Plusieurs succombèrent et furent inhumés dans le parc du château. À ce campement militaire succéda, toujours au château de Luzancy, le "Comité américain des régions dévastées" qui installa en moins d'un mois un hôpital de 150 lits destinés à soigner les populations. Entièrement géré par des femmes ("American Women's Hospital no 1"), cette institution fit preuve d'un dévouement sans faille : l'action de ce corps médical s'exerça non seulement à Luzancy mais aussi dans de nombreuses communes voisines et jusque dans l'Aisne, tandis que des visites à domicile étaient organisées dans toute la région depuis ce point central. Avant de regagner les États-Unis, le titre de « Citoyenne de Luzancy » fut décerné à toutes ces dames et une collecte permit de leur offrir deux cadeaux : une toile du peintre luzancéen Jean Massé, représentant La Marne à Luzancy, et un très symbolique David ayant renversé Goliath du sculpteur Antonin Mercié. Lors de cette cérémonie, les écolières du village prononcèrent un discours particulièrement émouvant. Quant à la commune de Luzancy, elle se vit décerner la Croix de Guerre "pour citation à l'Ordre de l'Armée".

L'Hôpital militaire américain de Luzancy pendant la Première Guerre mondiale
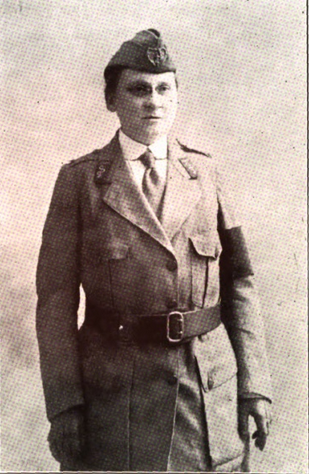
Caroline Purnell, responsable de l'hôpital.
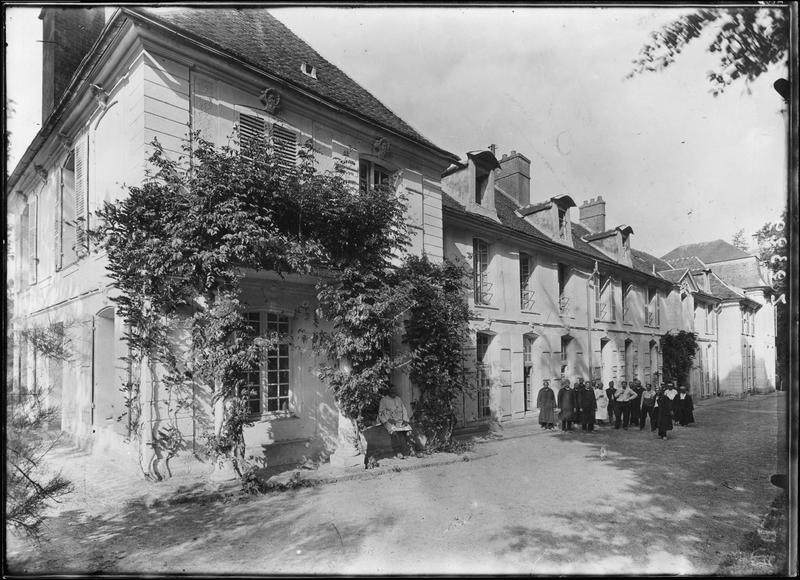
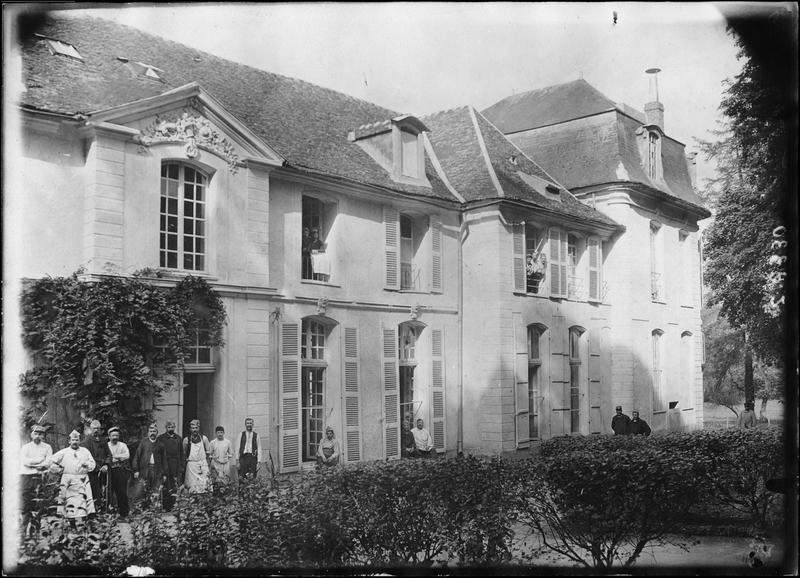
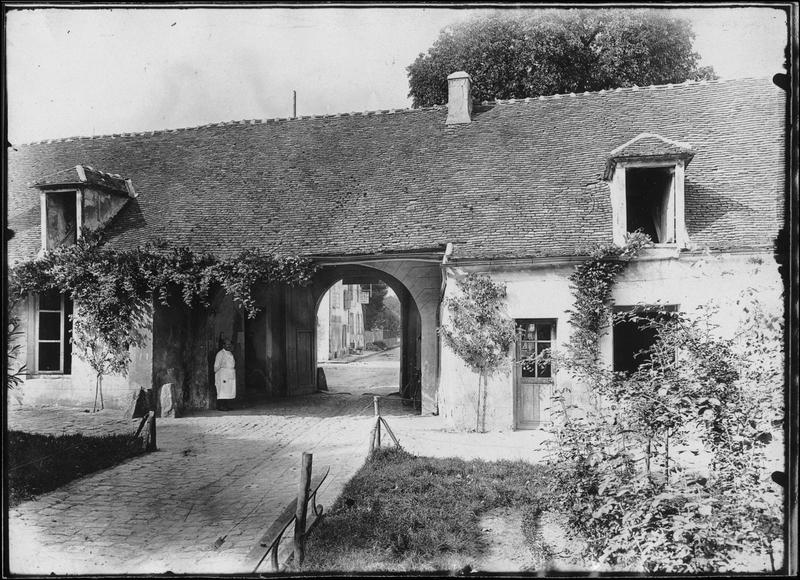
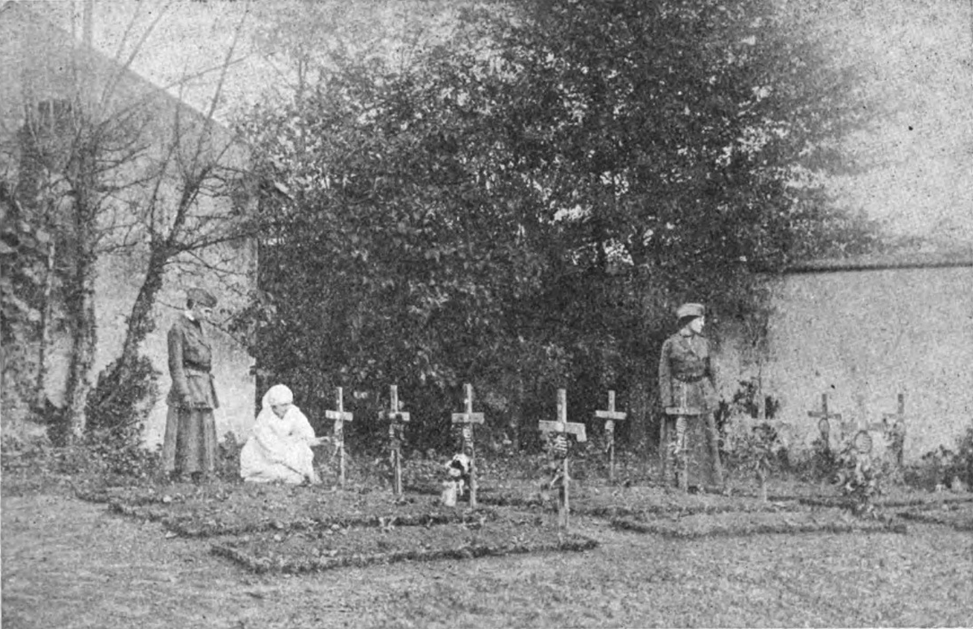
Le cimetière

En juin 1940, l'Histoire se répéta. Toujours situé à un lieu stratégique (entre la Marne et la ligne de chemin de fer Paris-Strasbourg), le verrou de Luzancy fut la proie des combats. Le 12 juin, et durant trois jours, 3 500 Allemands et 2 500 Français, séparés seulement par le talus de la voie ferrée, s'affrontèrent violemment. Quelques jours auparavant, l'Hôpital Complémentaire, installé une fois de plus au château, avait été partiellement déménagé, abandonnant sur place une partie des installations ce qui permit de soigner dans l'urgence les soldats qui tombèrent à quelques centaines de mètres de là. Au cours de cet assaut, on peut évaluer à 500 les bombes et obus divers qui tombèrent sur le territoire de la commune ; un relevé indique que 225 obus ont atteint les habitations de Luzancy, dont une quarantaine sur le château et ses dépendances. Ces détériorations (canalisations d'eau et d'électricité détruites) évitèrent toutefois au château d’être occupé par les troupes allemandes. À nouveau, la population repartit sur les routes : 500 villageois quittèrent leurs foyers dans un climat de chaos, les autorités ayant perdu le contrôle du pays. Après un périple de plusieurs jours, le maire de l'époque trouva refuge, avec un groupe de ses administrés, en Auvergne, à Yzeure, près de Moulins. Durant leur absence, le village fut la proie du vandalisme et des destructions inutiles, le vol ne paraissant pas le mobile de ces actions mais plutôt le dessein de tout saccager. Quant au pont sur la Marne et celui du chemin de fer, situés respectivement à l'entrée et au nord du village, ils étaient tombés sous les bombardements. Dès leur retour, les habitants enterrèrent les victimes qui étaient dans un état de décomposition très avancé, certains ayant été tués depuis une douzaine de jours. Au total, ce furent 53 soldats français et 9 Allemands qui furent inhumés dans la terre de Luzancy. Quatre ans plus tard, le village fut libéré - une fois encore - par les Américains : à nouveau, le village fut le théâtre de bombardements visant cette fois les installations de D.C.A. allemande installées dans la commune, et plusieurs combats aériens semèrent la panique dans la population. Les jardins du château furent écrasés sous deux bombes. Après la Libération, de nombreuses célébrations furent organisées dans ce petit village qui a tant souffert de la folie des hommes, notamment en décembre 1944 : un détachement de soldats volontaires hongrois vint à Luzancy pour rendre hommage au maréchal de Bercheny, héros de l'indépendance hongroise, qui fut un des illustres propriétaires du château au XIXe siècle.

### Luzancy: foyer des Arts

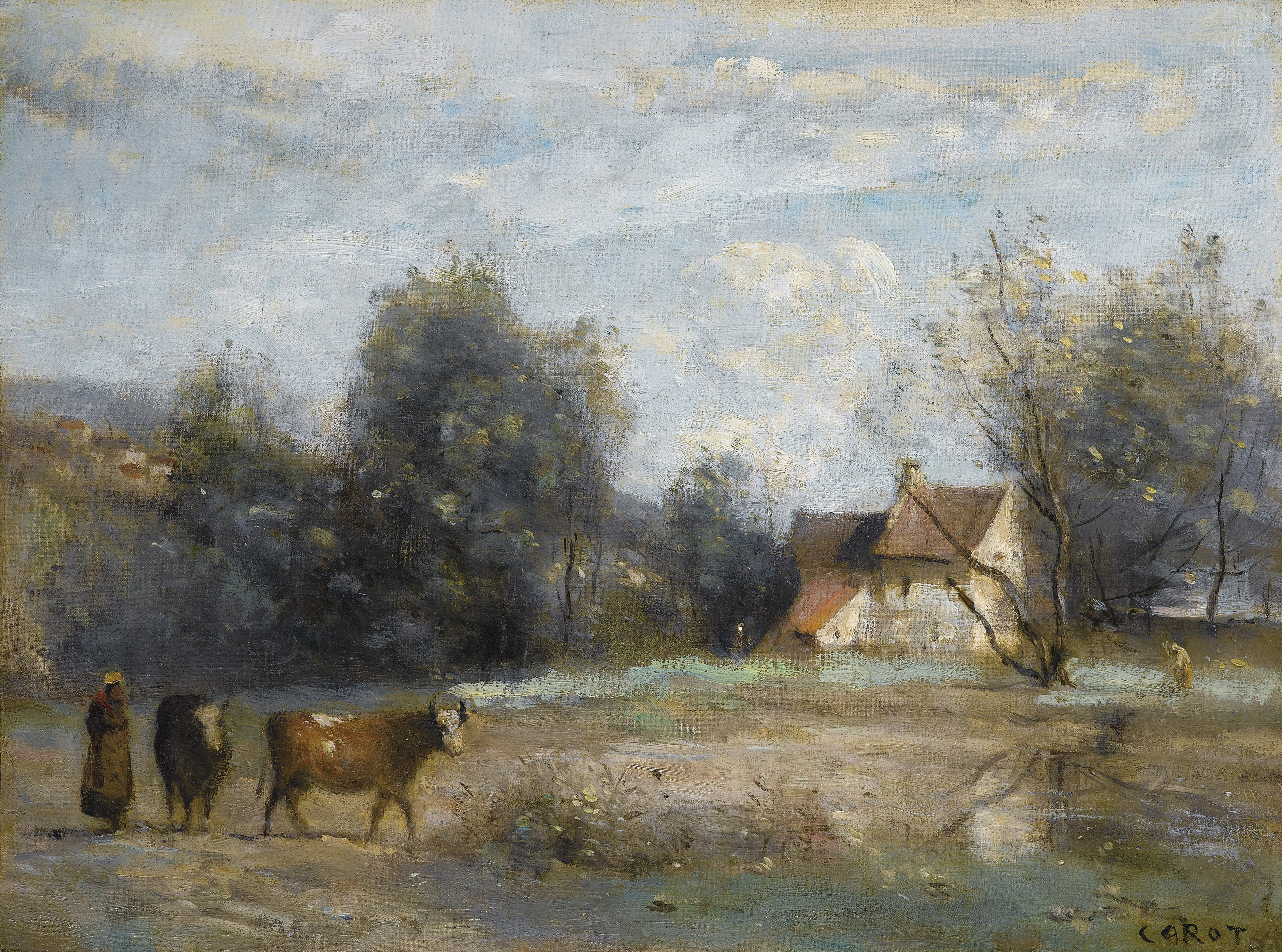
Corot : Luzancy, petites maisons de paysans au bord de l'eau.

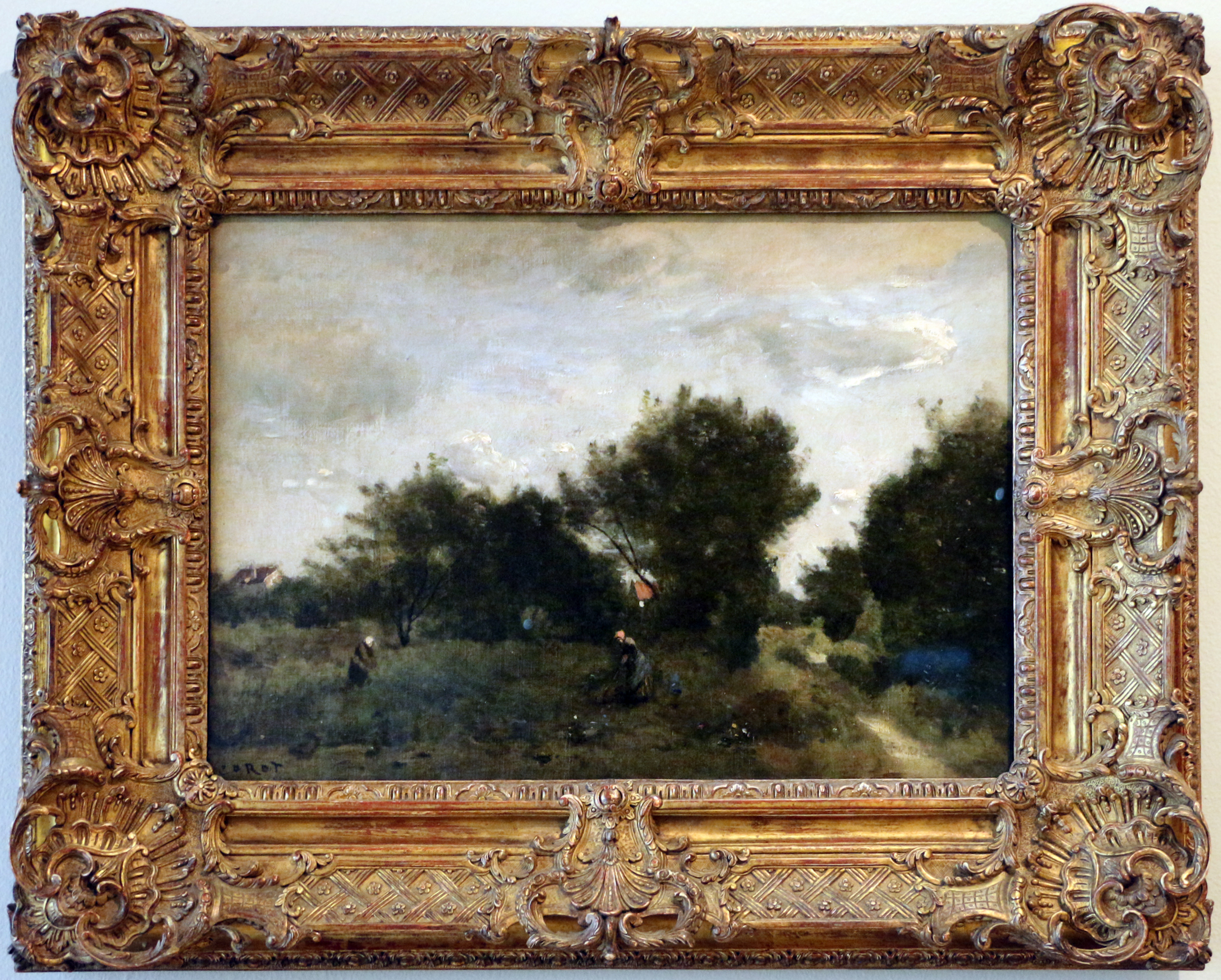
Corot : Le chemin de l'usine
Collection du Musée Calouste-Gulbenkian.

Entre ces tragiques épisodes politico-militaires, Luzancy a eu l'honneur d'accueillir des nombreux artistes qui font indéniablement de cette commune un "foyer des Arts".
Luzancy fut tout d'abord un havre pour bien des artistes des Beaux-Arts : Jean-Baptiste Camille Corot y séjourna à plusieurs reprises, suscitant la vocation de Louis-Alexandre Bouché qui lui-même suscita celle de Jean Massé. Géo Roussel y acheta une propriété ("Les Vieux Toits") où séjourna également un autre peintre, Charles Gosselin. Luzancy accueillit encore deux élèves de Massé : Henriette Desportes, qui y vécut avec sa famille, et Suzanne Hurel, qui vint y étudier avec le disciple de Bouché. Avant eux, Adolphe Louis Portier de Beaulieu, qui initia Massé à l'art de la gravure, était venu s'installer à Luzancy : avec sa compagne, une lettrée, il y avait fondé "La Loge", un cénacle où se rencontrèrent de nombreux artistes, musiciens et hommes de lettres, parmi lesquels l'écrivain Jean de La Hire qui y résida durant une année.
Citons encore l'architecte Auguste Marteroy, ancien élève des Beaux-Arts, qui se fit construire une superbe demeure "aux Jardinets" et qui fut, entre autres, un des fondateurs en 1905 du Bon Bock, ce diner parisien où se rencontrait tout ce que les Lettres, la musique, les Beaux-Arts, le théâtre, comptaient de célébrités, et comme Marteroy recevait souvent chez lui de nombreuses personnalités, Luzancy fut quelque peu mêlée à la vie de cette belle société. Notons au passage que c'est dans cette grande maison que les Allemands installèrent leur QG durant la Deuxième Guerre mondiale : une batterie de DCA était postée dans son jardin. Plus tard, son fils Paul, lui aussi architecte, fit l'acquisition des "Vieux Toits" pour s'y installer.
Il faut également citer de grands musiciens, tels que Ernest Chausson (qui vint y achever son Poème de l'Amour et de la Mer), Vincent d'Indy, Claude Debussy, le violoniste Mathieu Crickboom, qui séjournèrent au château à la fin du XIXe siècle. On pourrait encore mentionner trois artistes lyriques qui eurent leur résidence secondaire à Luzancy : le ténor Gaston Dubois et son épouse, la mezzo-soprano Tina Dubois-Lauger, tous deux de l'Opéra de Paris, qui y firent construire une maison que la soprano lyrique Marthe Rioton racheta en 1930. Ces personnalités de la scène lyrique ne furent pas les seules à fouler le pavé luzancéen puisque, plus récemment, en 2003, Roberto Alagna est venu assister, à l'église du village, au mariage d'un de ses frères (Frederico, artiste plasticien et musicien) avec une jeune luzancéenne. Savait-il, lorsqu'il interpréta le rôle de Lancelot dans la récente production du "Roi Arthus" d'Ernest Chausson (Opéra Bastille, juin 2015), que le compositeur travailla précisément sur cette partition durant son séjour au château de Luzancy en 1893 ? Et savait-il qu'une autre personnalité avait été témoin de mariage dans cette même église, en 1912 ? Il s'agissait de Georges Courteline.
Il y aurait encore beaucoup à dire, notamment sur l'Histoire du château de Luzancy : la résidence du comte Ladislas Ignace de Bercheny puis du général Claude Ignace François Michaud, la visite de la reine de France (Marie Leszczynska) et du roi de Pologne (Stanislas Leszczynski), et la destinée de ce bel édifice à partir de 1900, date à laquelle il fut transformé en école de plein air et colonie scolaire par la Caisse des écoles du 18e arrondissement de Paris.
Luzancy fait donc partie de ces communes qui se sont battues, en 1814, 1870, 1914 et 1940, contre les armées d'invasion qui marchaient sur la capitale ; elle fut également un lieu de résidence choisi pour bien des artistes qui fuyaient le vacarme parisien ; et enfin, elle fut, grâce à sa colonie scolaire, le lieu où les enfants "débiles et malingres" qui "souffrent à Paris de conditions d'hygiène déplorables" purent retrouver "force et vigueur" grâce à un séjour de quelques mois en pleine campagne : c'est ainsi qu'on considéra que la commune participait "au bien-être et au bonheur des jeunes déshérités de Montmartre" - (citations extraites d'un article paru dans “La Vie Illustrée“ du 31 juillet 1905).

## Politique et administration

### Rattachements administratifs et électoraux

#### Rattachements administratifs
La commune se trouve dans l'arrondissement de Meaux du département de la Seine-et-Marne
Elle faisait partie depuis 1793 du canton de La Ferté-sous-Jouarre. Dans le cadre du redécoupage cantonal de 2014 en France, cette circonscription administrative territoriale a disparu, et le canton n'est plus qu'une circonscription électorale.

#### Rattachements électoraux
Pour les élections départementales, la commune fait partie depuis 2014 d'un nouveau canton de La Ferté-sous-Jouarre porté de 19 à 47 communes.
Pour l'élection des députés, elle fait partie de la cinquième circonscription de Seine-et-Marne.

### Intercommunalité
Luzancy était membre de la communauté de communes du Pays fertois, un établissement public de coopération intercommunale (EPCI) à fiscalité propre créé en 1970 et auquel la commune avait transféré un certain nombre de ses compétences, dans les conditions déterminées par le code général des collectivités territoriales.
Dans le cadre des dispositions de la loi portant nouvelle organisation territoriale de la République du 7 août 2015, qui prévoit que les établissements publics de coopération intercommunale (EPCI) à fiscalité propre doivent avoir un minimum de 15 000 habitants, cette intercommunalité a fusionné avec la communauté de communes du Pays de Coulommiers pour former, le 1er janvier 2018, la communauté d'agglomération Coulommiers Pays de Brie, dont est désormais membre la commune

### Administration municipale
Le nombre d'habitants au dernier recensement étant compris entre 500 et 1 499, le nombre de membres du conseil municipal est de 15.

### Liste des maires
| Période        | Période                        | Identité                        | Étiquette | Qualité                                                  |
| -------------- | ------------------------------ | ------------------------------- | --------- | -------------------------------------------------------- |
| avant 1807     | avril 1812                     | Jean-Jacques Sonnette           |           |                                                          |
| avril 1812     | avril 1815                     | Louis Albarède                  |           |                                                          |
| avril 1815     | avril 1817                     | Nicolas Baudouin                |           |                                                          |
| avril 1817     | juin 1824                      | Claude Ignace François Michaud  |           | Général d'Empire                                         |
| juin 1824      | janvier 1829                   | Etienne Charles Challiot        |           |                                                          |
| janvier 1829   | 1843                           | Jean Pierre Gatellier           |           | maître maçon                                             |
| 1843           | 1851                           | Marie François Rossignol        |           |                                                          |
| 1851           | 1858                           | Louis François Gatellier        |           |                                                          |
| 1858           | mai 1864                       | Louis Charles Isidore Gatellier |           |                                                          |
| mai 1864       | juillet 1871                   | Jean Louis Ladislas Gatellier   |           | géomètre arpenteur                                       |
| juillet 1871   | janvier 1881                   | Charles Alexandre Chaillot      |           |                                                          |
| janvier 1881   | mai 1892                       | Paul Bemont                     |           |                                                          |
| mai 1892       | mai 1900                       | Eugène Rey                      |           |                                                          |
| mai 1900       | mai 1904                       | Xavier Letrou                   |           |                                                          |
| mai 1904       | décembre 1919                  | Eugène Rey                      |           |                                                          |
| décembre 1919  | octobre 1941                   | Charles Chalamon                |           |                                                          |
| octobre 1941   | août 1944                      | Albert Lecuire                  |           |                                                          |
| août 1944      | mai 1953                       | Charles Chalamon                |           |                                                          |
| mai 1953       | mars 1959                      | Laurent Schuchard               |           |                                                          |
| mars 1959      | mars 1965                      | Henri Dupré                     |           |                                                          |
| mars 1965      | janvier 1968                   | Alfred Mérot                    |           | Démisssionnaire                                          |
| janvier 1968   | mars 1971                      | Fernand Prud'homme              |           |                                                          |
| mars 1971      | décembre 1971                  | André Marchal                   |           | Démissionnaire                                           |
| décembre 1971  | septembre 1977                 | Lucien Drumez                   |           |                                                          |
| septembre 1977 | mars 1983                      | Jean-Pierre Rollet              |           |                                                          |
| mars 1983      | juin 1995                      | Henri Carbuccia                 |           |                                                          |
| juin 1995      | mai 2020                       | Patrick Fortier                 |           | retraité                                                 |
| mai 2020       | février 2023                   | Gautier Sauvage                 | SE        | Fonctionnaire de police en Seine-et-Marne Démissionnaire |
| mars 2023      | En cours (au 30 novembre 2023) | Joëlle Canini                   | SE        | Technicienne retraitée                                   |

## Équipements et services publics

### Santé et solidarité
La Maison d’Enfants à Caractère Social (MECS) de Luzancy, gérée par le département de Seine-et-Marne, accueille en 2019 dans l'ancien château 76 enfants confiés aux services de l’aide sociale à l'enfanceen raison de difficultés rencontrées dans leur milieu familial, et pour une partie d'entre eux, partiellement en internat

## Population et société

### Démographie
Les habitants sont appelés les Luzancéens.

L'évolution du nombre d'habitants est connue à travers les recensements de la population effectués dans la commune depuis 1793. Pour les communes de moins de 10 000 habitants, une enquête de recensement portant sur toute la population est réalisée tous les cinq ans, les populations de référence des années intermédiaires étant quant à elles estimées par interpolation ou extrapolation. Pour la commune, le premier recensement exhaustif entrant dans le cadre du nouveau dispositif a été réalisé en 2006.

En 2022, la commune comptait 1 048 habitants, en évolution de −5,42 % par rapport à 2016 (Seine-et-Marne : +3,92 %, France hors Mayotte : +2,11 %).
| 1793 | 1800 | 1806 | 1821 | 1831 | 1836 | 1841 | 1846 | 1851 |
| ---- | ---- | ---- | ---- | ---- | ---- | ---- | ---- | ---- |
| 522  | 572  | 610  | 613  | 622  | 621  | 620  | 755  | 588  |

| 1856 | 1861 | 1866 | 1872 | 1876 | 1881 | 1886 | 1891 | 1896 |
| ---- | ---- | ---- | ---- | ---- | ---- | ---- | ---- | ---- |
| 558  | 592  | 502  | 508  | 474  | 417  | 450  | 496  | 467  |

| 1901 | 1906 | 1911 | 1921 | 1926 | 1931 | 1936 | 1946 | 1954 |
| ---- | ---- | ---- | ---- | ---- | ---- | ---- | ---- | ---- |
| 460  | 495  | 492  | 496  | 617  | 690  | 614  | 576  | 604  |

| 1962 | 1968 | 1975 | 1982 | 1990 | 1999 | 2006 | 2011  | 2016  |
| ---- | ---- | ---- | ---- | ---- | ---- | ---- | ----- | ----- |
| 569  | 545  | 554  | 609  | 778  | 809  | 942  | 1 073 | 1 108 |

| 2021  | 2022  | - | - | - | - | - | - | - |
| ----- | ----- | - | - | - | - | - | - | - |
| 1 070 | 1 048 | - | - | - | - | - | - | - |

## Économie

### Revenus de la population et fiscalité
En 2017, le nombre de ménages fiscaux de la commune était de 413, représentant 1 079 personnes et la  médiane du revenu disponible par unité de consommation  de 21 960 euros.

### Emploi
En 2017, le nombre total d’emplois dans la zone était de 184, occupant 503 actifs  résidants.
Le taux d'activité de la population (actifs ayant un emploi) âgée de 15 à 64 ans s'élevait à 64,8 % contre un taux de chômage de 12,4 %.
Les 22,8 % d’inactifs se répartissent de la façon suivante : 8,8 % d’étudiants et stagiaires non rémunérés, 7,6 % de retraités ou préretraités et 6,4 % pour les autres inactifs.

### Entreprises et commerces
En 2018, le nombre d'établissements actifs était de 49 dont 3 dans l’industrie manufacturière, industries extractives et autres, 14 dans la construction, 14 dans le commerce de gros et de détail, transports, hébergement et restauration, 3 dans l’information et communication, 3 dans les activités immobilières, 7 dans les activités spécialisées, scientifiques et techniques et activités de services administratifs et de soutien et 5  étaient relatifs aux autres activités de services.
En 2019, 7 entreprises individuelles ont été créées sur le territoire de la commune.

## Culture locale et patrimoine

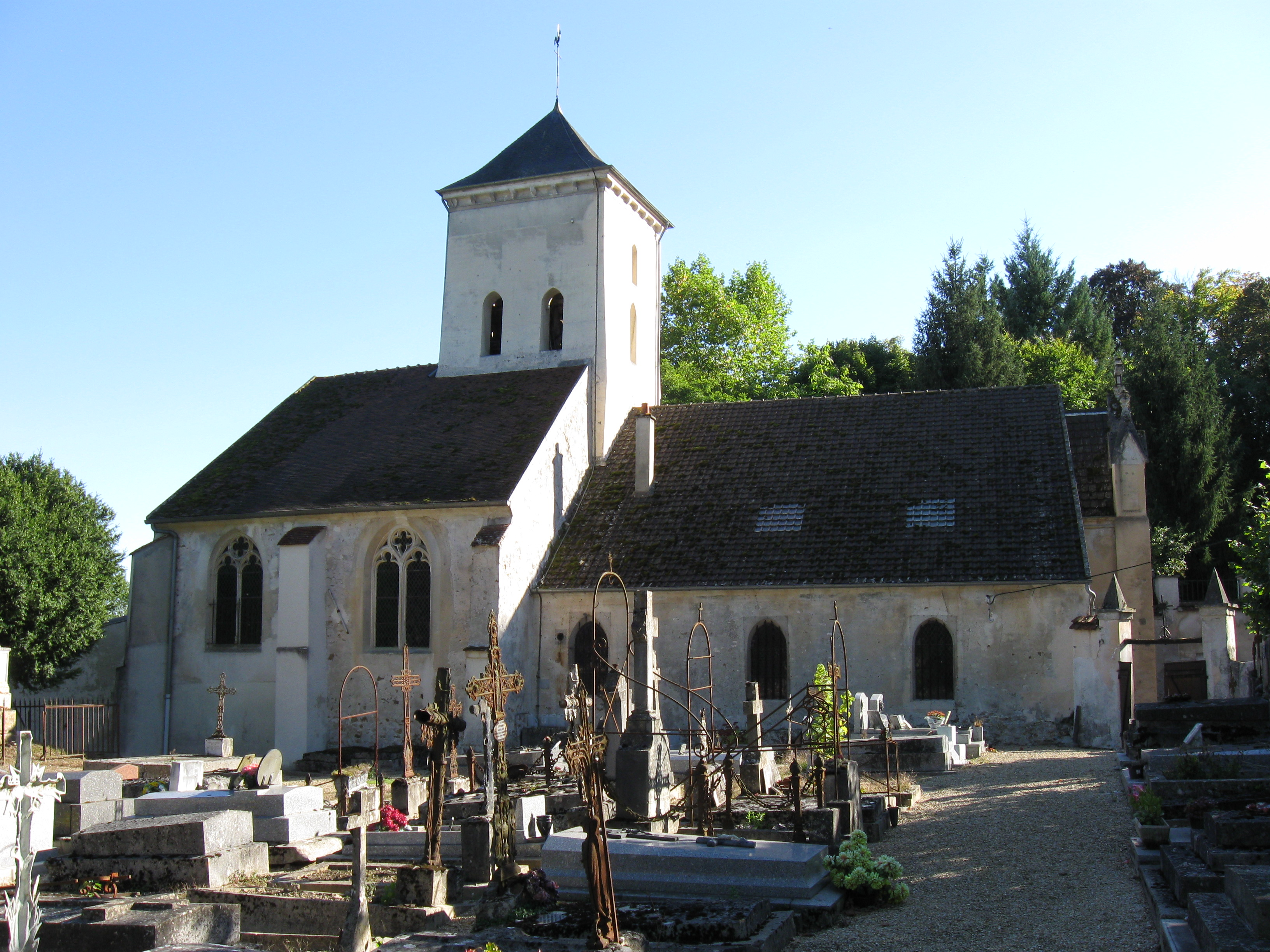
Église Saint-Germain-Saint-Leu.

### Lieux et monuments
- Le château du Maréchal de Bercheny[48],[49] datant de 1730, modifiée en 1770 et 1901, utilisé en 1900 en colonie de vacances pour les anfants du 18e arrondissement de Paris, et qui est désormais une Maison d’Enfants à Caractère Social (MECS)[33].
- Église Saint-Germain-Saint-Leu.
- La maison de Corot.
- La maison de Bouché.

### Personnalités liées à la commune

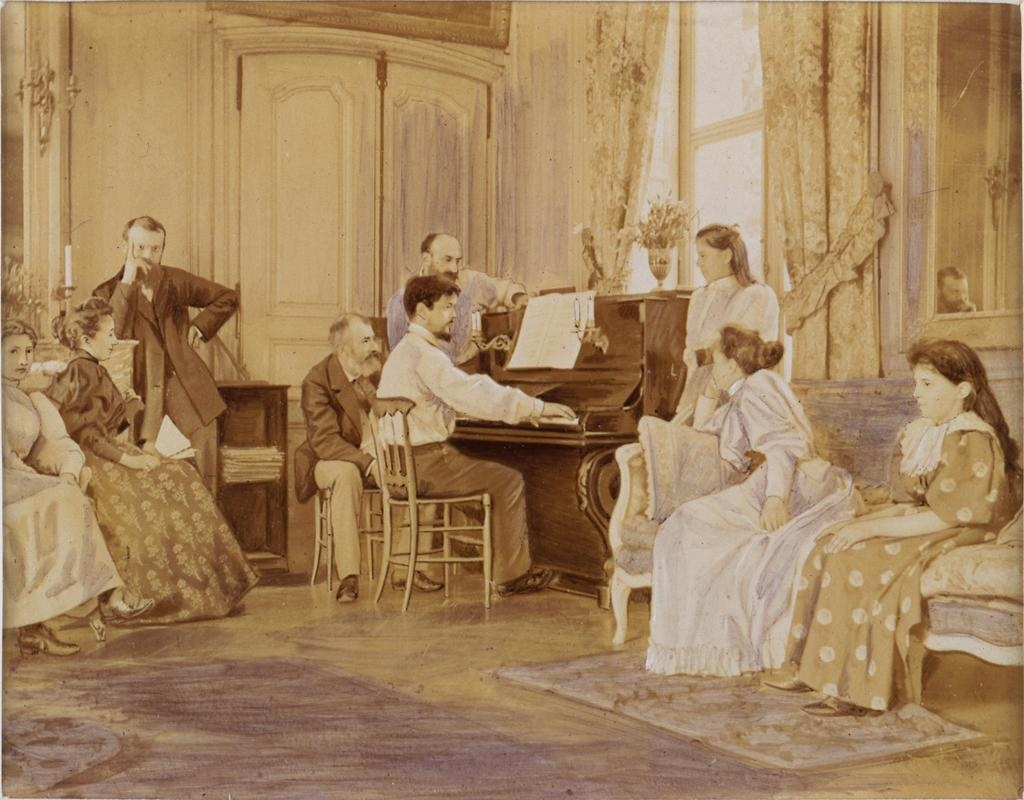
Claude Debussy au piano en 1893, dans la maison d'Ernest Chausson à Buzancy.

- Comte Ladislas Ignace de Bercheny, (1689-1778) militaire hongrois élevé à la dignité de maréchal de France en 1758. Quand le roi Stanislas meurt à Lunéville en 1766, le comte de Bercheny qui lui était très proche n'a plus lieu de rester à Lunéville. La cour se disperse et tout comme son ami et frère en franc-maçonnerie, le comte Marie Elisabeth de la Vergne de Tressan qui lui s'installe à Nogent l'Artaud, il préfère se retirer sur ses terres à Lusancy[50].
- Claude Ignace François Michaud, (1751-1835), général d'Empire, gouverneur des villes hanséatiques de 1806 à 1813, mort et enterré à Luzancy.
- Charles Gosselin, (1833-1892), peintre[51].
- Louis-Alexandre Bouché, peintre paysagiste (1838-1911)[52].
- Ernest Chausson, (1855-1899), compositeur.
- Claude Debussy, (1862-1918), compositeur.
- Henriette Desportes, (1877-1951), peintre, élève de Jean Massé[51].
- Jean de La Hire, (1878-1956), écrivain[51].